# 본다 셰퍼드
본다 셰퍼드(Vonda Shepard, 1963년 7월 7일 ~ )는 미국의 가수이자 배우이다.